# Jaan Rummo
Jaan Rummo (* 22. Augustjul. / 3. September 1897greg. in Kalbu, Gemeinde Kehtna; † 24. November 1960 in Tallinn) war ein estnischer Publizist, Übersetzer und Organisator der estnischen Kinderliteratur.

## Leben
Jaan Rummo ging in Kehtna und Järvakandi zur Schule und besuchte von 1913 bis 1917 das  Lehrerseminar in Rakvere. Anschließend war er über zwanzig Jahre im Schuldienst tätig und von 1926 bis 1936 gleichzeitig Direktor der Tallinner Volkshochschule.
Von 1937 bis 1947 war Rummo beim Estnischen Rundfunk tätig und befasste sich vornehmlich mit Literatur- und Kindersendungen. Während der deutschen Besetzung Estlands im Zweiten Weltkrieg war Rummo zeitweilig von den Nazis inhaftiert. Nach Kriegsende war er beim Verlag Ilukirjandus ja Kunst ('Schöne Literatur und Kunst') und ab 1950 beim Nachfolgeverlag Eesti Riiklik Kirjastus ('Estnischer Staatsverlag') Redakteur für Kinderliteratur. Ab 1953 arbeitete Rummo in der Redaktion verschiedener Kinder- und Jugendzeitschriften.
Der Schriftsteller Paul Rummo war sein Bruder.

## Werk
Vor dem Krieg publizierte Rummo ein Handbuch zur Rhetorik, das mehrere Auflagen erlebte. Nach der Sowjetisierung Estlands erwies er sich als Anhänger des neuen Regimes, der die „theoretischen Grundlagen der sowjetischen Linderliteratur propagierte“, wie auch einer Streitschrift von 1948 zu entnehmen ist. Bleibendste Wirkung dürfte der Autor indes als Übersetzer russischer Kinderliteratur erzielt haben. Er hat unter anderem Märchen und Werke von Sergei Wladimirowitsch Michalkow übersetzt.

## Bibliographie
- Kõneoskus ('Rhetorik'). Tallinn: Ühiselu 1932. 163 S.
- Kirjandus noorte kasvatusvahendina ('Literatur als Erziehungsmittel der Jugend'). Tallinn: Ilukirjandus ja Kunst 1948. 40 S.

## Sekundärliteratur
- Ralf Parve: Jaan Rummo 80. sünnipäeval, in: Looming 9/1977, S. 1579–1581.
- Vaapo Vaher: Rummod ja Hiiumaa, in: Looming 1/2013, S. 103–121.